# SMS Kronprinzessin Erzherzogin Stephanie
O SMS Kronprinzessin Erzherzogin Stephanie foi um navio de guerra ironclad operado pela Marinha Austro-Húngara. Sua construção começou em novembro de 1884 na Stabilimento Tecnico Triestino e foi lançado ao mar em abril de 1887, sendo comissionado na frota austro-húngara em julho de 1889. Era armado com uma bateria principal composta por dois canhões de 305 milímetros montados em duas barbetas únicas abertas, tinha um deslocamento carregado de mais de cinco mil toneladas e alcançava uma velocidade máxima de dezessete nós (31 quilômetros por hora).
O Kronprinzessin Erzherzogin Stephanie teve um serviço limitado, principalmente porque ficou obsoleto pouco depois de entrar em serviço. Consequentemente, passou a maior de sua carreira realizando atividades de rotina e viagens internacionais. Em 1897 participou de uma demonstração naval em resposta à Revolta de Creta. Foi descomissionado em 1905, despojado em 1910 e convertido em um alojamento flutuante em 1914. Acabou transferido para a Itália como prêmio de guerra depois da derrota da Áustria-Hungria na Primeira Guerra Mundial e desmontado em 1926.

## Desenvolvimento
Gastos navais foram reduzidos drasticamente na Áustria-Hungria nas décadas que se seguiram à vitória na Batalha de Lissa em 1866, principalmente pelo poder de veto da metade húngara do império. O país estava cercado por terra de outros países potencialmente hostis, assim o governo estava mais preocupado com essas ameaças, deixando o desenvolvimento naval de lado. O vice-almirante barão Friedrich von Pöck, o comandante da Marinha Austro-Húngara, defendeu por anos o fortalecimento da frota, finalmente conseguindo em 1875 a autorização para o ironclad SMS Tegetthoff. Ele passou os seis anos seguintes tentando em vão ganhar autorização para um navio-irmão, pedindo em 1881 por uma frota de onze navios blindados. O vice-almirante barão Maximilian Daublebsky von Sterneck, sucessor de Pöck, acabou usando um subterfúgio financeiro, apropriando o dinheiro destinado para modernização do ironclad SMS Erzherzog Ferdinand Max para construir uma embarcação totalmente nova. Ele tentou esconder isso ao chamar o navio oficialmente de Erzherzog Ferdinand Max, porém o verdadeiro estava em Pola como um navio-escola.
Os historiadores Erwin Sieche e Ferdinand Bilzer creditaram o projeto do novo navio a Josef Kuchinka, o Diretor de Construção Naval da Marinha Austro-Húngara, porém o historiador R. F. Scheltema de Heere afirmou que o trabalho foi feito pelo engenheiro Moriz Soyka. Uma segunda embarcação foi autorizada na mesma época, o SMS Kronprinz Erzherzog Rudolf. Os dois eram bem similares, porém o Kronprinzessin Erzherzogin Stephanie era significativamente menor e com um canhão principal a menos. O projeto dos dois foi muito influenciado por ironclads estrangeiros, como os franceses Duguesclin e Amiral Duperré, ambos os quais tinham um arranjo similar da bateria principal que acabou usado nos navios austro-húngaros. A Marinha Austro-Húngara sofria de falta de dinheiro crônica e assim foi forçada a implementar reduções no tamanho do Kronprinzessin Erzherzogin Stephanie e Kronprinz Erzherzog Rudolf, consequentemente também reduzindo suas capacidades, principalmente diante do maior e mais bem armado Amiral Duperré. Scheltema de Heere criticou a decisão de construir ao mesmo tempo duas embarcações com tamanhos e poder de fogo notavelmente diferentes, afirmando "Ou você precisa de três canhões ou você consegue com dois, mas uma unidade maior do que a outra é um absurdo".

## Projeto

### Características
O Kronprinzessin Erzherzogin Stephanie tinha 85,36 metros de comprimento entre perpendiculares e 87,24 metros de comprimento de fora a fora. Tinha uma boca na linha de flutuação de 17,06 metros e uma largura máxima de 19,09 metros. Tinha um deslocamento vazio de 4 940 toneladas, deslocamento normal de 5 151 toneladas e deslocamento carregado de 5 631 toneladas. Seu calado era de 6,41 metros vazio, 6,95 metros em deslocamento normal e sete metros em deslocamento carregado. Seu casco foi construído com armações de aço transversais e longitudinais e subdividido em vários compartimentos estanques com o objetivo de melhorar sua resistência contra inundações. Foi equipado com uma proa de rostro fabricada na Alemanha pela Krupp. O navio tinha um pequeno castelo de proa e um castelo de popa elevado, mais uma pequena torre de comando com o passadiço acima. Foi equipado com dois mastros de poste com gáveas e algumas armas menores. Sua tripulação era de 430 oficiais e marinheiros.
Seu sistema de propulsão consistia em dois motores compostos de três cilindros que giravam duas hélices de quatro lâminas com 4,88 metros de diâmetro. Os motores foram produzidos no Reino Unido pela Maudslay, Sons and Field. Não se sabe o número exato de caldeiras que alimentavam os motores com o vapor necessário, porém suas exaustões eram despejadas por duas chaminés. Esse sistema tinha uma potência indicada de 8 160 cavalos-vapor (seis mil quilowatts) para uma velocidade máxima de dezessete nós (31 quilômetros por hora). Entretanto, o Kronprinzessin Erzherzogin Stephanie não conseguiu alcançar essa velocidade em serviço, chegando a apenas 15,93 nós (29,5 quilômetros por hora) a partir de 8 151 cavalos-vapor (5 994 quilowatts) com um deslocamento de 5 240 toneladas durante seus testes marítimos.

### Armamento e blindagem

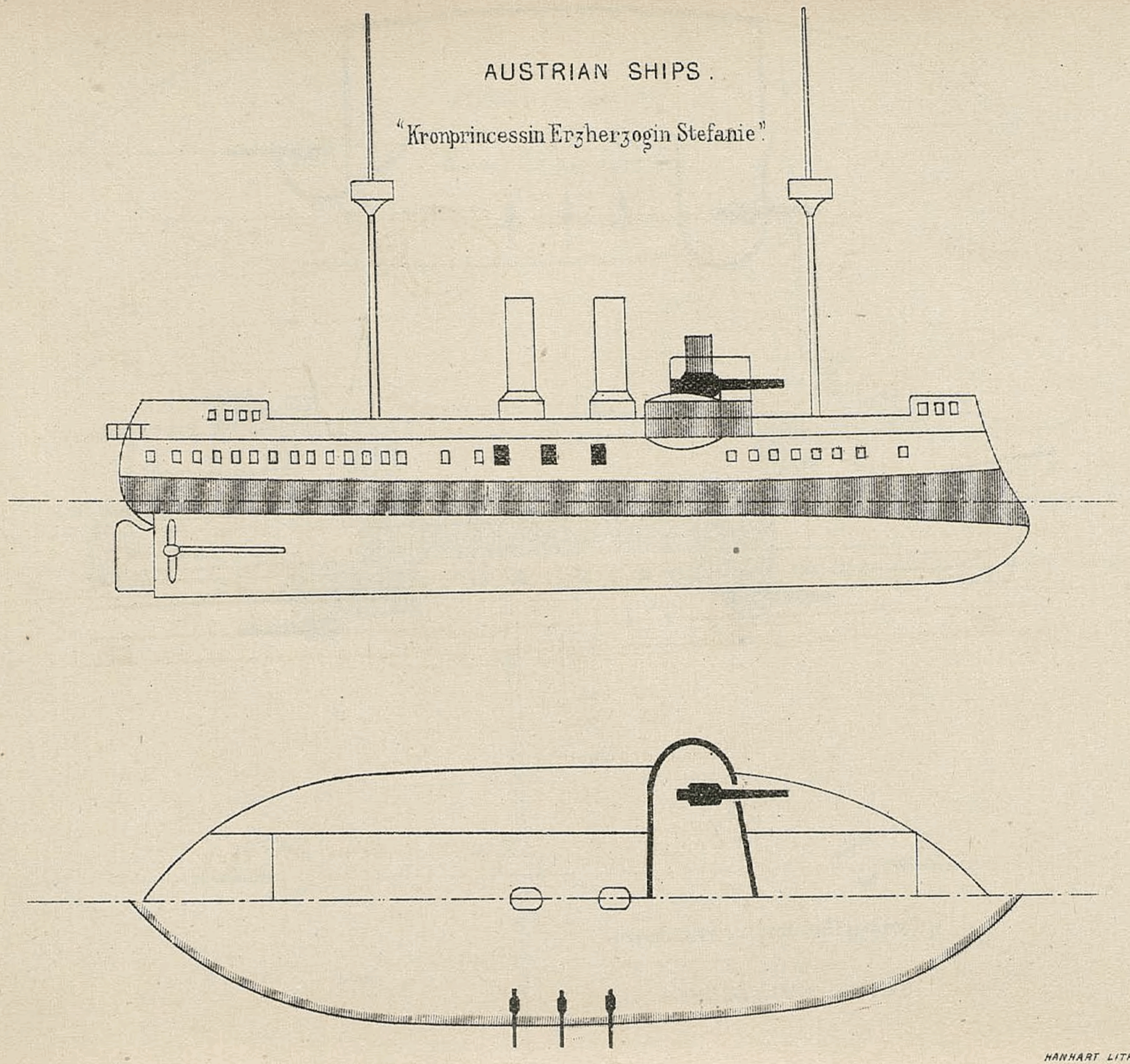
Desenho do Kronprinzessin Erzherzogin Stephanie

A bateria principal do Kronprinzessin Erzherzogin Stephanie consistia em dois canhões calibre 35 de 305 milímetros montados em duas barbetas únicas abertas, à vante em cada lateral em extensões sobre o convés com o objetivo de maximizar os arcos de disparo. As armas foram produzidas pela Krupp, enquanto suas montagens pela britânica Armstrong Mitchell. As armas disparavam projéteis de 450 quilogramas usando uma carga de pólvora marrom de 130 quilogramas, produzindo uma velocidade de saída de 530 metros por segundo. As barbetas abertas proporcionavam um grande arco de disparo para canhões que tinham uma baixa cadência de tiro, porém rapidamente ficaram obsoletas pela proliferação de armas de disparo rápido, originalmente destinadas a enfrentar barcos torpedeiros mas que rapidamente também foram usadas para atacar artilheiros desprotegidos. Além disso, a mesma tecnologia de disparo rápido foi logo aplicada em peças de artilharia grandes. Cada canhão tinha um suprimento de 68 projéteis.
A bateria secundária tinha seis canhões calibre 35 de 149 milímetros, também feitos pela Krupp, montados em aberturas à meia-nau. O navio levava ao todo 408 projéteis. Haviam nove canhões de 47 milímetros para defesa contra barcos torpedeiros; sete eram calibre 44 e dois eram peças calibre 33, todas fabricadas pela britânica Hotchkiss. Por fim, haviam dois canhões calibre 44 de 37 milímetros, além de dois canhões calibre 15 de 70 milímetros para equipes de desembarque. Como era costume para navios capitais da época, o ironclad tinha quatro tubos de torpedo de quatrocentos milímetros, um montado na proa, outro na popa e um em cada lateral.
O Kronprinzessin Erzherzogin Stephanie era protegido por uma blindagem composta fabricada pela Dillinger Hütte da Alemanha. Seu cinturão de principal tinha três camadas de placas pelo comprimento do casco. À meia-nau, onde protegia os depósitos de munição e salas de máquinas, a camada superior tinha 140 milímetros de espessura, enquanto as duas inferiores tinham 229 milímetros. A camada superior na proa tinha 102 milímetros, enquanto as duas inferiores tinham 108 milímetros. A seção de ré do cinturão tinha uma camada superior de 127 milímetros e as duas inferiores de 152 milímetros. Atrás de todo o comprimento do cinturão haviam vigas de teca, tendo 204 milímetros na proa e popa e 293 à meian-nau. Sieche e Bilzer afirmaram que a espessura das barbetas era 283 milímetros, já Scheltema de Heere afirmou que era de apenas 152 milímetros. As laterais da torre de comando tinham cinquenta milímetros. A blindagem tinha um peso total de 1 002 toneladas, aproximadamente um quinto do deslocamento da embarcação.

## História

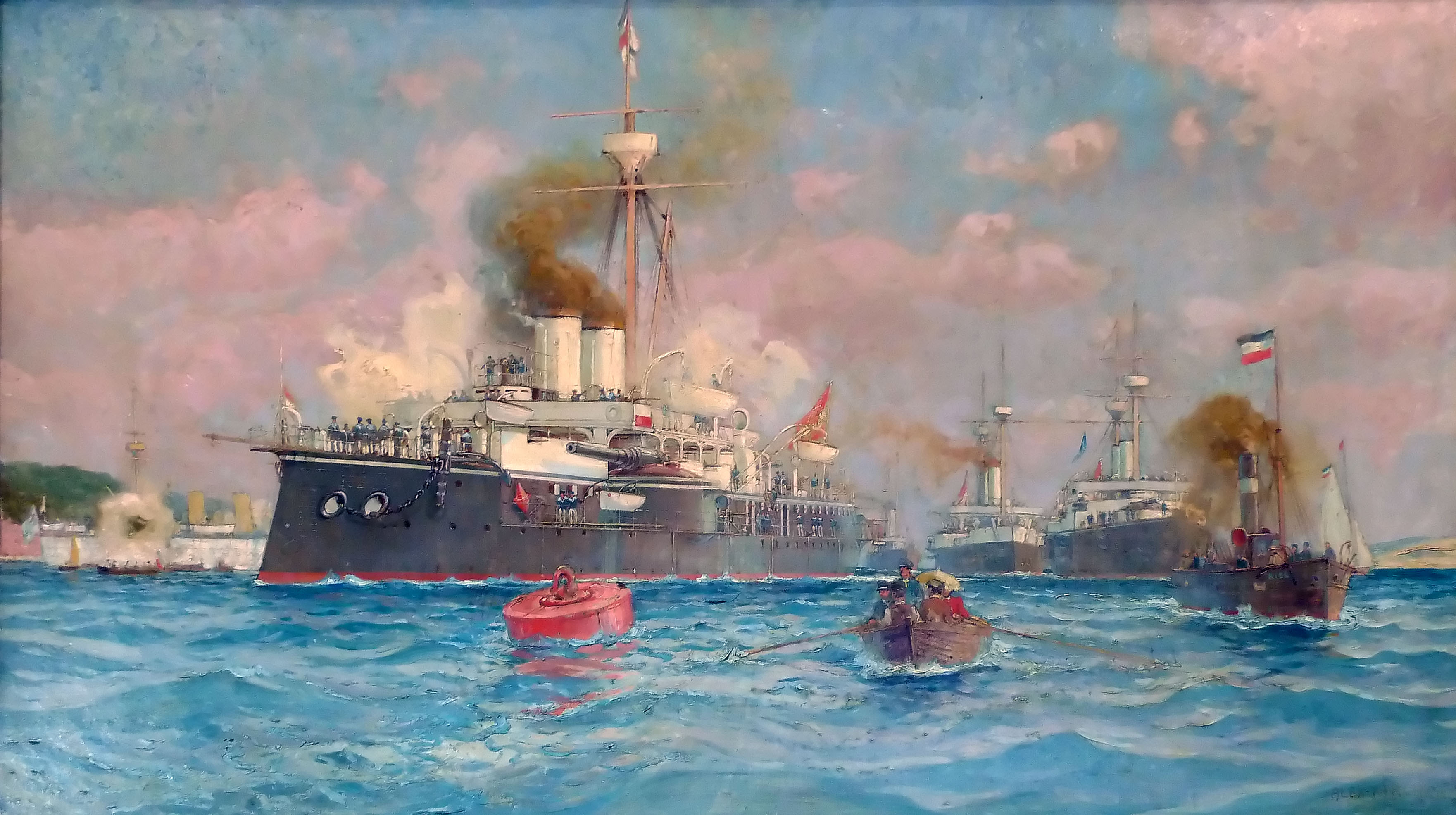
Pintura do Kronprinz Erzherzog Rudolf, Kronprinzessin Erzherzogin Stephanie, Tiger e Kaiser Franz Joseph I em Kiel, por Alexander Kircher

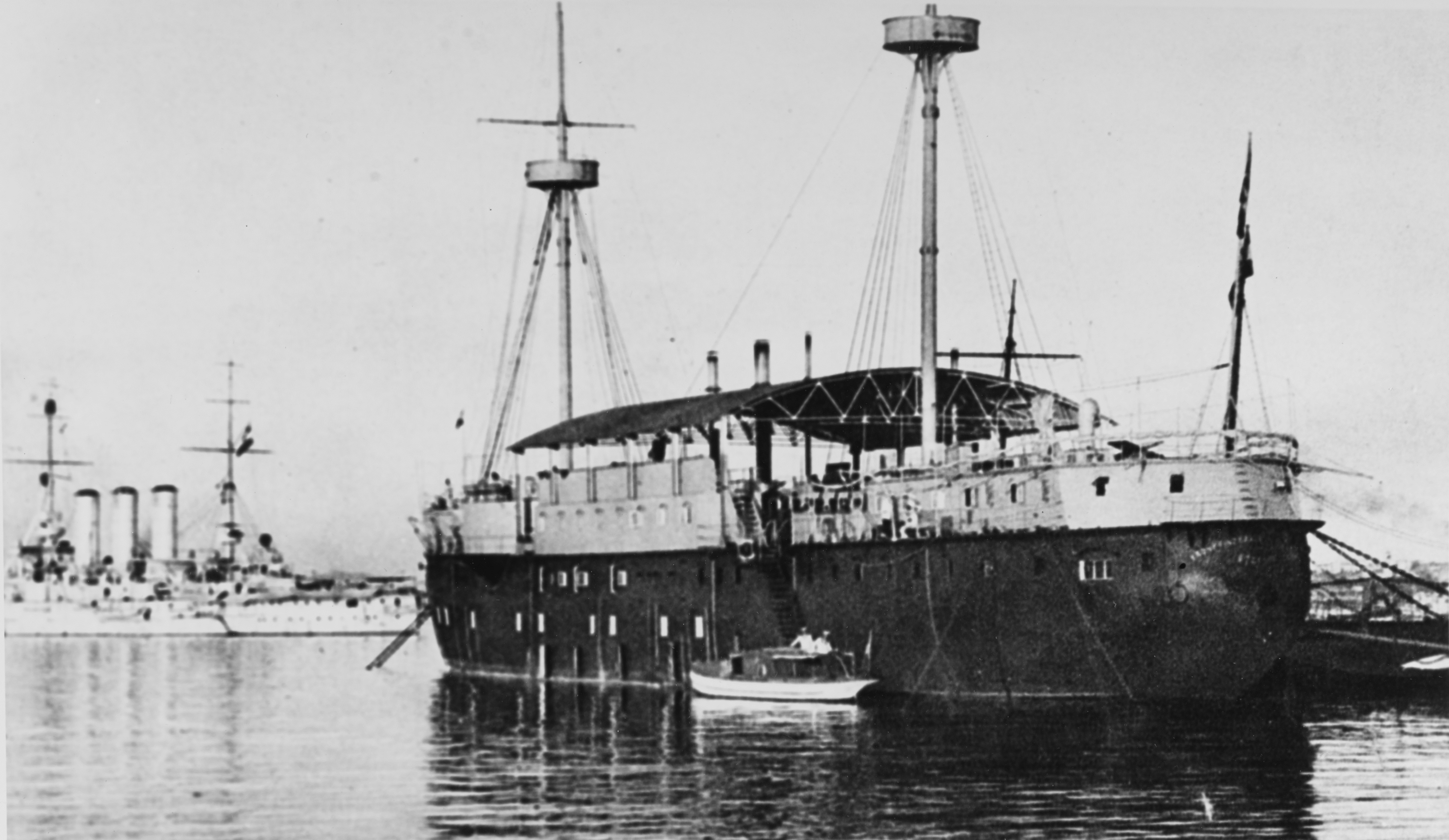
O Kronprinzessin Erzherzogin Stephanie em Pola em 1916

O batimento de quilha do Kronprinzessin Erzherzogin Stephanie ocorreu em 12 de novembro de 1884 nos estaleiros da Stabilimento Tecnico Triestino em Trieste, o último ironclad da Marinha Austro-Húngara a ter suas obras iniciadas. Foi lançado ao mar em 14 de abril de 1887 e finalizado em julho de 1889, sendo comissionado para testes marítimos em 11 de julho. O imperador Guilherme II da Alemanha convidou a Marinha Austro-Húngara em 1890 para participar dos exercícios anuais da Marinha Imperial Alemã em agosto. O Kronprinzessin Erzherzogin Stephanie foi enviado junto com o Kronprinz Erzherzog Rudolf, o cruzador protegido SMS Kaiser Franz Joseph I e o cruzador torpedeiro SMS Tiger, ficando sob o comando do contra-almirante Johann von Hinke. No caminho a esquadra parou em Gibraltar e no Reino Unido, participando nesta última da Regata de Cowes, sendo recepcionados pela rainha Vitória. Também fizeram paradas em Copenhague na Dinamarca e Karlskrona na Suécia. Na viagem de volta visitaram Cherbourg na França e Palermo na Itália.
Celebrações foram realizadas em vários países em 1892 para marcar o aniversário de quatrocentos anos da primeira viagem transatlântica de Cristóvão Colombo até a América em 1492, com o Kronprinzessin Erzherzogin Stephanie, Kronprinz Erzherzog Rudolf e Kaiser Franz Joseph I representando a Áustria-Hungria durante cerimônias ocorridas em Gênova, na Itália, o local de nascimento de Colombo. O Kronprinzessin Erzherzogin Stephanie foi mobilizado em 1893 com o objetivo de participar das manobras de frota, sendo colocado para atuar junto com os ironclads Kronprinz Erzherzog Rudolf, SMS Kaiser Max, SMS Don Juan d'Austria e SMS Prinz Eugen, mais outras embarcações.
O Kronprinzessin Erzherzogin Stephanie foi para Creta em fevereiro de 1897 para servir na Esquadra Internacional, uma força composta por navios da Marinha Austro-Húngara, Marinha Imperial Alemã, Marinha Nacional Francesa, Marinha Real Italiana, Marinha Imperial Russa e Marinha Real Britânica. Ela foi formada para intervir em uma revolta grega contra o domínio otomano. O contingente austro-húngaro também tinha o cruzador blindado SMS Kaiserin und Königin Maria Theresia, os cruzadores torpedeiros Tiger, SMS Sebenico e SMS Leopard, três contratorpedeiros e oito barcos torpedeiros, o terceiro mais contingente depois de britânicos e italianos. A Esquadra Internacional operou próxima de Creta até dezembro de 1898, mas a Áustria-Hungria chamou suas embarcações de volta para casa em março de 1898 porque estava insatisfeita com a decisão de criar um estado em Creta sob a suserania do Império Otomano.
O navio foi considerado já em 1898 como uma embarcação obsoleta, menos de dez anos depois de ter entrado em serviço. O ritmo acelerado do desenvolvimento naval no final do século XIX rapidamente deixou embarcações do tipo ironclads completamente obsoletas. Foi descomissionado em 1905 e a Marinha Austro-Húngara tentou três anos depois vendê-lo junto com o Tegetthoff e o Kronprinz Erzherzog Rudolf para o Uruguai com o objetivo de ganhar dinheiro para novos projetos navais, mas o acordo acabou não sendo firmado. Foi despojado em 1910 e transformado em 1914 em um alojamento flutuante para a escola de guerra de minas, permanecendo nesta função durante toda a Primeira Guerra Mundial. A Áustria-Hungria foi derrotada no confronto em 1918 e o Kronprinzessin Erzherzogin Stephanie foi entregue para a Itália como prêmio de guerra, sendo desmontado em 1926.